# Babka filipińska
Babka filipińska (Mistichthys luzonensis) - gatunek ryby z rodziny babkowatych. Jedyny przedstawiciel rodzaju Mistychthys.

## Występowanie
Filipiny, występuje jedynie w jeziorach Buhi, Bato, Katugday i Manapao w prowincji Camarines Sur oraz w dorzeczu rzeki Bicol. Zagrożona wyginięciem z powodu nadmiernych połowów i drapieżnictwa ze strony introdukowanych gatunków ryb.
Występuje przy brzegu na głębokości do 12 m.

## Cechy morfologiczne
Osiąga 2,5 cm długości. Samce mniejsze i szczuplejsze od samic. Oczy duże. Ciało pokryte łuskami w kształcie liści. Wzdłuż ciała 23 - 24 łuski, w poprzek ciała 6 łusek. Głowa pozbawiona łusek. W płetwach grzbietowych 4 twarde i 6 - 8 miękkich promieni, w płetwie odbytowej 1 twardy i 8 - 10 miękkich promieni. W płetwach piersiowych 1 twardy i 5 miękkich promieni. 
Ciało przezroczyste, boki i tył głowy ciemne bądź z ciemnymi plamkami.

## Rozród
Samce dojrzewają płciowo przy długości ok. 1 cm, samice ponad 1,1 cm. Trze się 2 razy w roku. Ikra jest pelagiczna. Larwy krótko po wykluciu pływają przy powierzchni. Żyje do 2 lat. 

## Znaczenie
Uważana za przysmak. Wpisana do "Księgi rekordów Guinnessa" jako najmniejsza jadalna ryba świata. Hodowana w akwariach.